# Karl Palatu
Karl Palatu (nacido en diciembre de 1982) es un futbolista estonio, y juega en el FC Flora Tallinn. Juega en la posición de defensa.
Ha formado parte de diversos clubes estonios, tales como Sogndal IL, JK Viljandi Tulevik, FC Valga, Pärnu Levadia y JK Tervis Pärnu.

## Carrera internacional
Debutó a la selección de Estonia en el 21 de mayo de 2010.